# Spitamenés
Spitamenés (staropersky Spitamanah;? – prosinec 328 př. n. l.) byl perský velmož a jeden z významných odpůrců Alexandra Velikého při jeho tažení proti Baktrii a Sogdianě. Patřil ke straníkům Béssa, strůjce vraždy krále Dareia III., který se pokoušel vládnout zbytku achaimenovských držav jako král Artaxerxés IV.
Spitamenés velel těžké perské kavalerii, a poté, co zradil Béssa, vzdoroval postupujícím Makedoncům v Sogdianě. Byl jeden z mála, kdo dokázal proti útočníkům účinně uplatňovat taktiku partyzánské války (malé pohyblivé skupiny znalé terénu přepadající ze zálohy nepřítele), což Alexandrovi znemožňovalo využít strategický talent a rozhodnout válku v jediné bitvě. Alexandrovi vojáci sice vyplenili rozlehlá území a vypálili řadu vesnic, ale válku zastavilo až Alexandrovo manželství s Róxanou, které z něj učinilo zetě vlivného předáka Sogdijců a přivedlo na jeho stranu většinu tamních kmenů. Spitamenés byl koncem roku 328 př. n. l. poražen a usmrcen.